# Frontierland
Frontierland es una de "áreas temáticas" presentes en los parques de la Walt Disney Company de la clase "Reino Mágico" ubicados en todo el mundo. En Tokyo Disneyland, esta área fue nombrada como Westernland. Tematizada en el oeste estadounidense en el siglo XIX, Frontierland está plagada de vaqueros y pioneros, pueblos fantasma, mesetas y minas de oro. Cada edición de Frontierland posee una edición de Big Thunder Mountain Railroad. Otras atracciones encontradas a veces en esta área incluyen Splash Mountain (a veces presente en Critter Country), Bear Country Jamboree, the Golden Horseshoe Saloon, Tom Sawyer Island, Mike Fink Keelboats, Fantasmic! y un gran barco a noria.

## Historia
Frontierland comenzó en Disneyland como una de las áreas temáticas originales. Una idea propia de Walt Disney, el área no poseía originalmente muchas atracciones, pero fue abierta inmediatamente con el parque, podía ser atravesada por diligencia, a mula o a pie. The Mine Train Thru Nature's Wonderland fue abierto en 1961, y consiste en un tranquilo paseo por escenarios clásicos del lejano oeste. Quizás fue la atracción más notoria de Frontierland pero fue cerrada en 1971.
Walt Disney World Resort abrió Magic Kingdom en 1971, junto con Frontierland. En este caso fue abierta únicamente con tres atracciones; Walt Disney World Railroad station, Tom Sawyer Island y la primera apación de Bear Country Jamboree. Big Thunder Mountain Railroad fue la siguiente atracción en abrirse, primero en California en 1979, y luego en Florida en 1980. En 1983, Tokyo Disneyland abrió sus puertas con su propio Westernland, casi idéntico al Frontierland de Magic Kingdom.
Disneyland París fue abierto como EuroDisneyland en 1992, también con Frontierland, la más grande y cuyo tema estaba mejor elaborado. Era fiel a las características principales de Frontierland, tales como Big Thunder Mountain Railroad, pero le fue agregada la clásica mansión embrujada de los parques, nombrada Phantom Manor. En 1992 también fue modificada el área de Magic Kingdom, debido a la apertura de Splash Mountain.

## Disneyland
La original Frontierland de Disneyland posee más historia que otros casos. Fue parte de la apertura de la primera Big Thunder Mountain Railroad en 1979. Es también el área donde se realiza el show Fantasmic! en Tom Sawyer Island. También posee las clásicas barcas Mark Twain Riverboat (un barco a noria) y Sailing Ship Columbia (una copia del barco con el cual Robert Gray dio vuelta al mundo en el siglo XVIII. Frontierland limita con Fantasyland (vía Big Thunder Trail), New Orleans Square y Adventureland. Rivers of America continua en Critter Country.

### Atracciones
- Big Thunder Mountain Railroad
- Tom Sawyer Island
- Frontierland Shootin' Exposition
- Mark Twain Riverboat
- Rafts to Tom Sawyer Island
- Sailing Ship Columbia
- Big Thunder Ranch
- The Golden Horseshoe Stage

### Entretenimientos
- Fantasmic!
- Golden Horseshoe Saloon

### Gastronomía
- The Golden Horseshoe
- Stage Door Cafe
- Rancho del Zócalo Restaurante
- River Belle Terrace
- Conestoga Fries

### Compras
- Bonanza Outfitters
- Westward Ho Trading Company
- Pioneer Mercantile

## Magic Kingdom
Frontierland de Magic Kingdom es muy similar a la de Disneyland. Limita con Adventureland, Liberty Square, y Rivers of America (por el cual navega Liberty Belle).

### Atracciones
- Big Thunder Mountain Railroad
- Country Bear Jamboree
- Frontierland Shootin' Arcade
- Splash Mountain
- Tom Sawyer Island
- Walt Disney World Railroad

## Tokyo Disneyland
La versión de Tokyo Disneyland se la conoce como Westernland, ya que "frontier" no posee una adecuada traducción al japonés. Aquí Mark Twain Riverboat navega por Rivers of America.

### Atracciones
- Big Thunder Mountain
- Country Bear Theater
- Mark Twain Riverboat
- The Diamond Horseshoe
- Tom Sawyer Island Rafts
- Westernland Shootin' Gallery

## Disneyland Park (París)
Está ubicada en el área que normalmente ocupa Adventureland, Frontierland en Disneyland Park (París) posee un fondo elaborado. El área es una aldea minera del oeste de nombre Thunder Mesa, con Big Thunder Mountain Railroad en el corazón del área, en el centro de Rivers of America. Una mansión similar a Haunted Mansion, Phamtom Manor se encuentra en las orillas del río, que es recorrido por los barcos Mark Twain y Molly Brown. Critter Corral se encuentra cerrado por el momento para la apertura de una nueva atracción, muchos fanáticos esperan que se trate de Splash Mountain.

### Atracciones
- Big Thunder Mountain - Detalles y Galería Archivado el 1 de enero de 2020 en Wayback Machine.
- Phantom Manor - Historia y Galería Archivado el 1 de enero de 2020 en Wayback Machine.
- Thunder Mesa Riverboat Landing - Detalles y Galería Archivado el 1 de enero de 2020 en Wayback Machine.
- Rustler Roundup Shootin' Gallery (de pago) - Detalles y Galería Archivado el 1 de enero de 2020 en Wayback Machine.
- Pocahontas Indian Village
- Disneyland Railroad - Frontierland Depot

## Hong Kong Disneyland
Hong Kong Disneyland no posee actualmente un Frontierland, aunque la gran expansión que está sufriendo el parque en la actualidad prevé la apertura de tres nuevas zonas temáticas, entre ellas Grizzly Trail, que sería una pequeña ciudad minera norteamericana al estilo Frontierland con una montaña rusa al estilo de Big Thunder Mountain Railroad, aunque el aspecto de la atracción será radicalmente distinto pareciéndose más a la Grizzly Mountain de Disney California Adventure.
- Datos: Q732575
- Multimedia: Frontierland / Q732575